# Bukhel
Bukhel (nep. बुखेल) – gaun wikas samiti w środkowej części Nepalu, w strefie Bagmati, w dystrykcie Lalitpur. Według nepalskiego spisu powszechnego z 2001 roku liczył on 318 gospodarstw domowych i 1847 mieszkańców (961 kobiet i 886 mężczyzn).